# Бокельрем
Бокельрем (нім. Bokelrehm) — громада в Німеччині, розташована в землі Шлезвіг-Гольштейн. Входить до складу району Штайнбург. Складова частина об'єднання громад Шенефельд.
Площа — 2,69 км2. Населення становить 147 ос. (станом на 31 грудня 2020).